# Bodufushi (Dhaalu-atol)
Bodufushi is een van de onbewoonde eilanden van het Dhaalu-atol behorende tot de Maldiven.